# Боровик (Комижа)
Боровик је насељено место у саставу града Комиже, на острву Вису, Сплитско-далматинска жупанија, Република Хрватска.

## Историја
До територијалне реорганизације у Хрватској налазио се у саставу старе општине Вис.

## Становништво
На попису становништва 2011. године, Боровик је имао 12 становника.
| Број становника по пописима | Број становника по пописима | Број становника по пописима | Број становника по пописима | Број становника по пописима | Број становника по пописима | Број становника по пописима | Број становника по пописима | Број становника по пописима | Број становника по пописима | Број становника по пописима | Број становника по пописима | Број становника по пописима | Број становника по пописима | Број становника по пописима | Број становника по пописима |
| --------------------------- | --------------------------- | --------------------------- | --------------------------- | --------------------------- | --------------------------- | --------------------------- | --------------------------- | --------------------------- | --------------------------- | --------------------------- | --------------------------- | --------------------------- | --------------------------- | --------------------------- | --------------------------- |
| 1857                        | 1869                        | 1880                        | 1890                        | 1900                        | 1910                        | 1921                        | 1931                        | 1948                        | 1953                        | 1961                        | 1971                        | 1981                        | 1991                        | 2001                        | 2011                        |
| 0                           | 0                           | 58                          | 68                          | 72                          | 75                          | 0                           | 80                          | 88                          | 87                          | 69                          | 29                          | 15                          | 17                          | 15                          | 12                          |

Напомена: У 1857, 1869. и 1921. подаци су садржани у насељу Комижа. До 1931. исказивано као део насеља.

### Попис1991.
На попису становништва 1991. године, насељено место Боровик је имало 17 становника, следећег националног састава:
| Попис 1991.‍  | Попис 1991.‍  | Попис 1991.‍ | Попис 1991.‍ | Попис 1991.‍ |
| ------------ | ------------ | ----------- | ----------- | ----------- |
|              |              |             |             |             |
| Хрвати       | Хрвати       |             | 16          | 94,11%      |
| неопредељени | неопредељени |             | 1           | 5,88%       |
| укупно: 17   |              |             |             |             |